# Абу Хафс Умар I
Абу Хафс Умар I аль-Мустансир (араб. أبو حفص عمر بن يحيى; д/н–1295) — 7-й султан і 6-й халіф Держави Хафсідів в 1284—1295 роках.

## Життєпис
Син султана Абу Закарії Ях'ї I. Про молоді роки обмаль відомостей. 1284 року після захоплення влади самозванцем Ахмадом ібн Абу Умарою почав збирати війська на заході держави. 1284 року підняли повстання бербери-кабіли, що перейшли на бік Абу Хафс Умара. З ними він рушив на Туніс, завдавши низки поразки прихильникам узурпаторам. Невдовзі бедуїни також полишили Ахмада. 12 липня 1284 року Абу Хафс Умар увійшов до Тунісу. Самозванця було схоплено й страчено.
Першочерговим завданням перед новим султанмо стало відновлення порядку в државі, завершення різних заворушень в Іфрікії та Триполітані. Тому він не мав змоги гідно протидіяти арагонцям, що отаборилися на Сицилії. ті 1284 року захопили важливи йострів Джерба, змусивши Абу Хафс Умара I погодитися відновити договір 1270 року, за яким християнам дозволялося селитися в Тунісі та сплачувалася щорічна данина в розмірі 10 тис. динарів.
У 1285 році за підтримки Заянідів повстав небіж халіфа — Абу Закарія Ях'я, син султана Абу Ісхака Ібрагіма I, який захопив всю західну частину володінь Хафсідів змістами Беджая і Костянтина. Проте біля Тунісу халіфські війська завдали поразки заколотника. Втративши більшість війська Абу Закарія Ях'я втік на південь, де захопив Габес, який залишив, оскільки вступив у боротьбу з заянідським військом, що спробувало захопити Беджаю і Костянтину. Таке протистояння серед Хафсідів призвело до слаблення влади, внаслідок чого шейхи берберів стали фактично незалежними в Таузаре, Габесі і Джериді, а араби на півдні і в Триполітанії. Абу Хафс Умар I визнав їх володіння, які офіційно їм надав. також шейхи отримали різні податкові пільги.
У 1286 році Хайме II, король Арагону і Сицилії, підтримав Ібн аль-Даббус з династії Альмохадів, який опинився в Барселоні, в планах захоплення Тунісу. Спроба 1287 року повалити Абу Хафс Умара I виявилася невдалою. Проте боротьба в районі Габесу з Ібн аль-Даббусом тривала до 1288 року
1290 року поновилася боротьба за небожем Абу Закарією Ях'єю, який спочатку захопив область Заб. До 1294 року халіф втратив більшу частину Іфрікії, усю Триполітанію і східний Магриб. У 1295 року Абу хафс Умар I помер. Трон спадкував його онучатий небіж Мухаммад аль-Мустансир.